# Lycosa capensis
Lycosa capensis là một loài nhện trong họ Lycosidae.
Loài này thuộc chi Lycosa. Lycosa capensis được Eugène Simon miêu tả năm 1898.